# Funningsfjørður

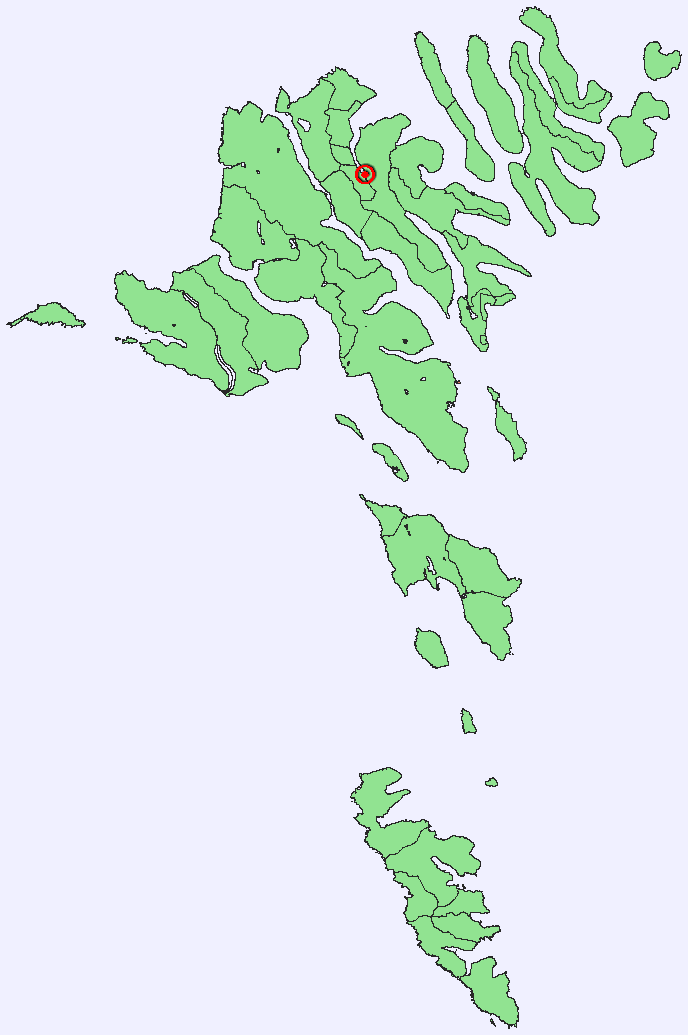
Lage von Funningsfjørður auf den Färöern

Funningsfjørður [ˈfʊnːɪŋgsˌfjøːɹʊɹ] (dänisch: Fundingsfjord) ist ein Ort der Färöer an der Ostküste Eysturoys.
- Einwohner: 64 (1. Januar 2007)
- Postleitzahl: FO-477
- Kommune: Runavíkar kommuna

Bis zum 1. Januar 2005 gehörte Funningsfjørður zur Kommune von Elduvík, die nun mit der von Runavík verschmolzen ist.
Funningsfjørður liegt am Ende des gleichnamigen langen Fjordes. Es wurde 1812 gegründet. Von 1902 bis 1913 befand sich hier eine Walfangstation.

## Weblinks

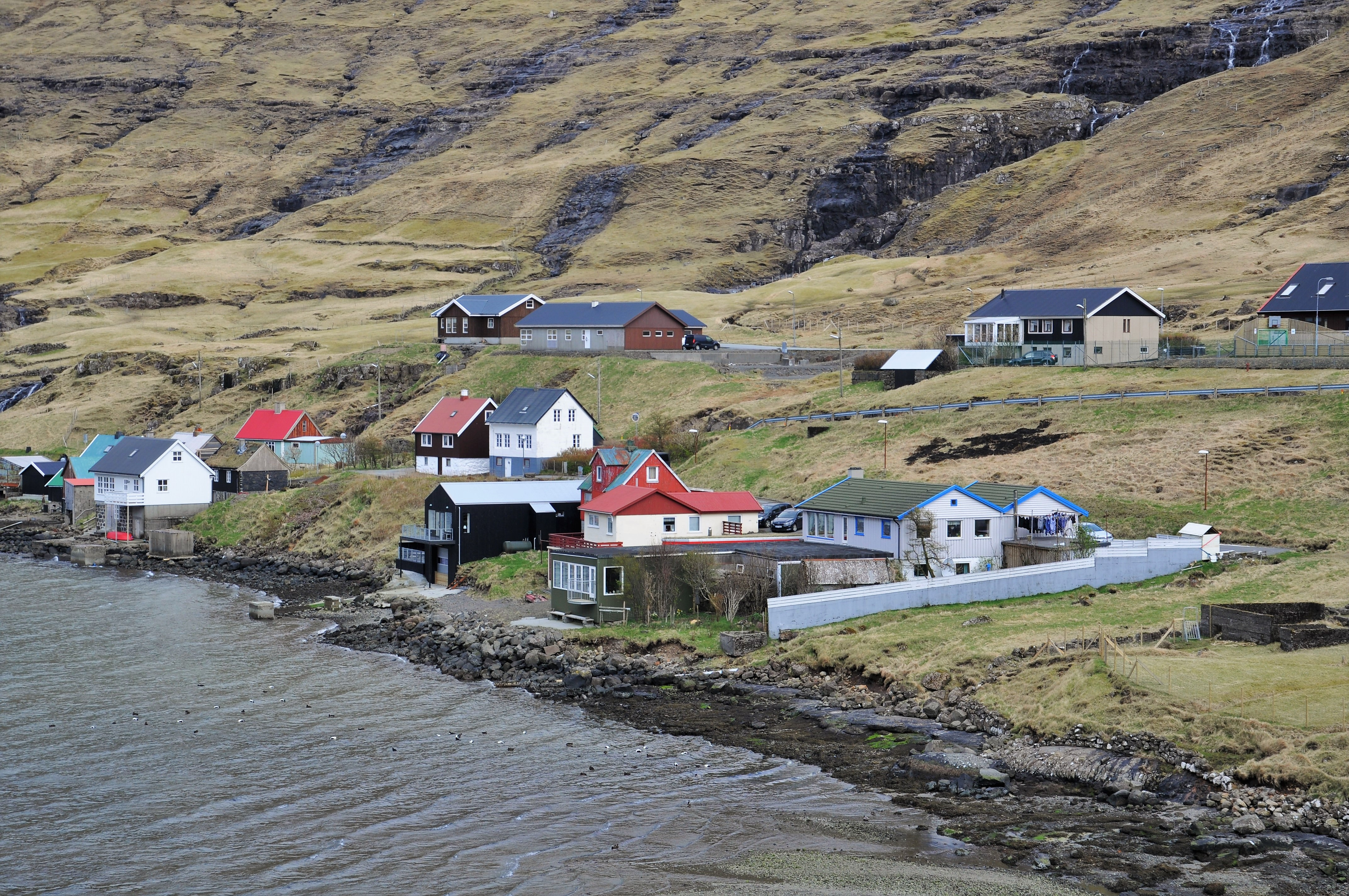
Ortsansicht
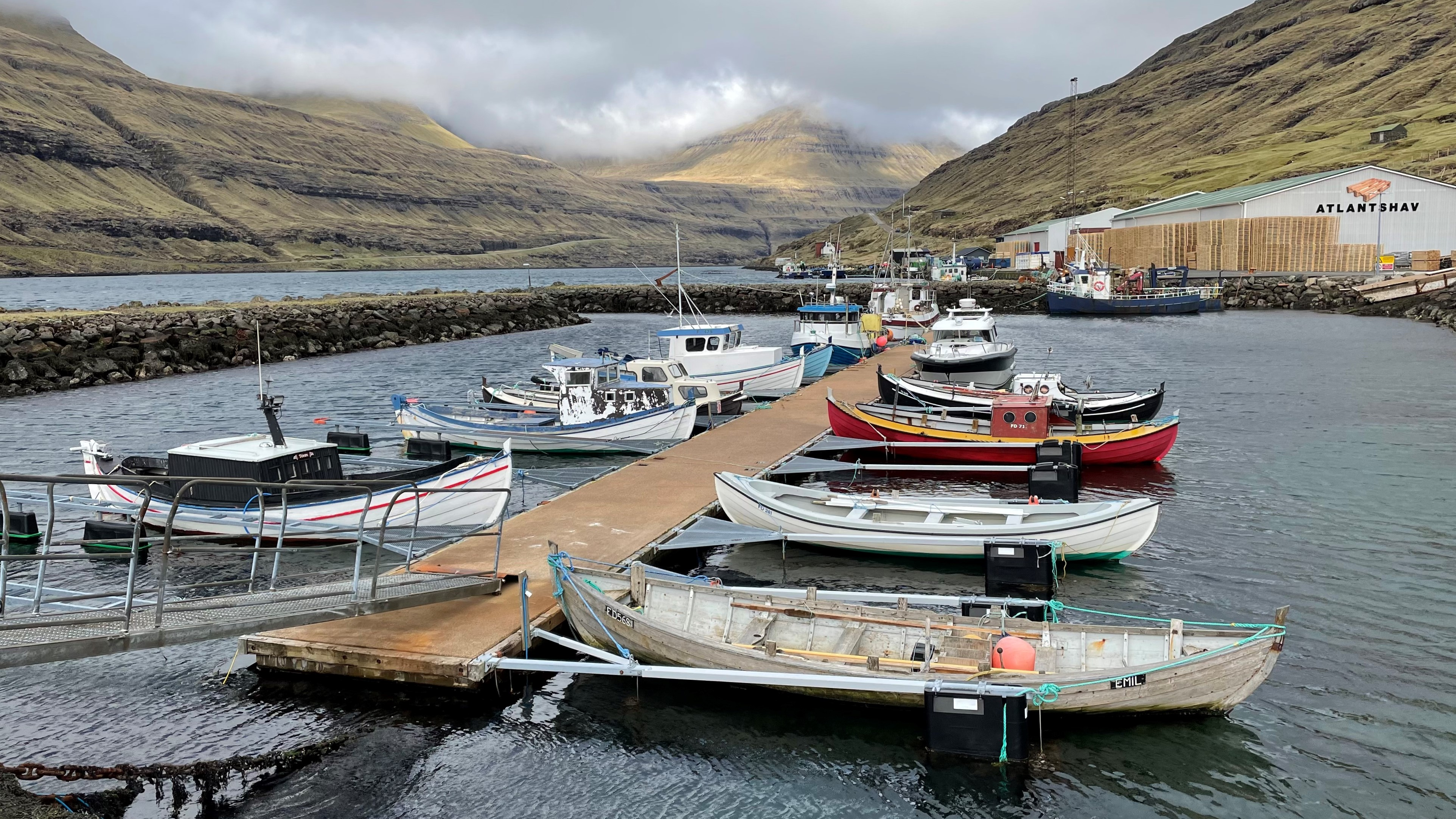
Der Hafen
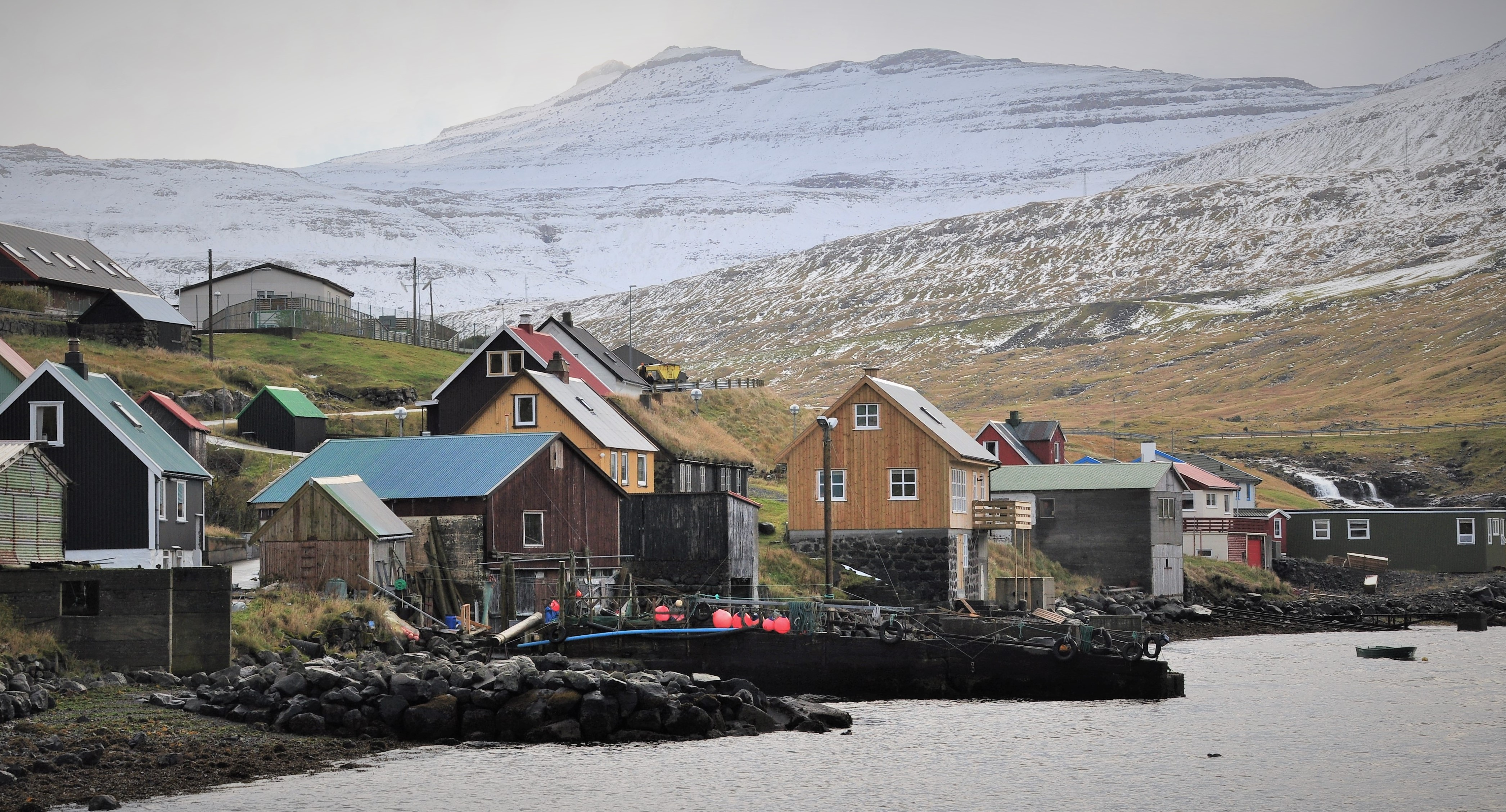
Häuser am Fjord im Oktober.